# مارگارت لیندسی هاگینز
مارگارت لیندسی هاگینز (انگلیسی: Margaret Lindsay Huggins؛ ۱۸۴۸-۰۸-۱۴T00:00:00Z – ۱۹۱۵-۰۳-۲۴T00:00:00Z) یک ستاره‌شناس، و فیزیک‌دان اهل ایرلند بود.
او به همراه همسرش ویلیام هاگینز یکی از پیشگامان در زمینه طیف‌سنجی و کمک نویسندهٔ اطلس طیف نما ستارگان بود.